# Datel červenohlavý
Datel červenohlavý (Melanerpes erythrocephalus) je široce rozšířený druh šplhavého ptáka z čeledi datlovitých (Picidae). Je rozšířený především v otevřených, stromy porostlých krajinách na území jižní Kanady a ve středu a na východě Spojených států amerických. Je částečně tažný, zatímco severní ptáci migrují směrem na jih, jižní populace na svých hnízdištích mnohdy setrvávají po celý rok. Dorůstá 24 cm, je celý černobílý s jasně červenou hlavou a hrdlem. Živí se hmyzem, semeny, bobulemi, ovocem, ořechy a občas i vejci jiných druhů ptáků. Hnízdí v dutinách odumřelých stromů, kam klade 4-7 vajec, na kterých sedí po dobu 2 týdnů. Ročně hnízdí 1x až 2x.